# KLG Basketball
KLG Basketball é um clube de basquete brasileiro, sediado na cidade de Fortaleza, Ceará. O clube participa do Campeonato Cearense de Basquete, o qual foi campeão em 2012.